# Carla Juri
Carla Juri (Locarno, 2 januari 1985), is een Zwitserse actrice.
Ze is vooral bekend om haar rollen in Feuchtgebiete, Finsterworld en Blade Runner 2049.

## Biografie
Juri groeide op in Ambrì, een dorp in het kanton Ticino, in het Italiaanssprekende deel van Zwitserland. Ze spreekt vloeiend Duits, Engels en Italiaans. Als klein kind leerde ze Duits en Italiaans, en in haar tienertijd Engels. Haar vader werkte als advocaat en haar moeder was beeldhouwer.
Van 2005 tot 2010 studeerde Juri drama in Los Angeles en Londen. Juri's eerste filmverschijning was in de korte film Midday Room in 2006. In Blade Runner 2049 speelde ze de rol van Dr. Ana Stelline, een ontwerper van geïmplanteerde herinneringen.

## Filmografie

### Film
| Jaar | Titel                                       | Rol                    | Opmerkingen                                      |
| ---- | ------------------------------------------- | ---------------------- | ------------------------------------------------ |
| 2006 | Midday Room                                 | De Bruid               | korte film                                       |
| 2008 | The Space You Leave                         | Lea                    | korte film                                       |
| 2010 | 180° – Wenn deine Welt plötzlich Kopf steht | Esther Grüter          |                                                  |
| 2010 | Bold Heroes                                 | Michis Cousine         | originele titel: Stationspiraten                 |
| 2012 | Jump                                        | Jane                   |                                                  |
| 2012 | Someone Like Me                             | Annemarie Geiser       | originele titel: Eine wen iig, dr Dällebach Kari |
| 2012 | Questo è mio                                | Maestra                | korte film                                       |
| 2013 | Finsterworld                                | Natalie                |                                                  |
| 2013 | Wetlands                                    | Helen Memel            | originele titel: Feuchtgebiete                   |
| 2013 | Lovely Louise                               | Junge Louise           |                                                  |
| 2014 | Fossil                                      | Julie                  |                                                  |
| 2014 | Spooky & Linda                              | Linda                  | korte film                                       |
| 2016 | Morris from America                         | Inka                   |                                                  |
| 2016 | Paula                                       | Paula Modersohn-Becker |                                                  |
| 2016 | Brimstone                                   | Elizabeth Brundy       |                                                  |
| 2017 | Blade Runner 2049                           | Dr. Ana Stelline       |                                                  |
| 2019 | Intrigo: Dear Agnes                         | Agnes                  |                                                  |
| 2019 | When Hitler Stole Pink Rabbit               | Dorothea Kemper        |                                                  |
| 2020 | Amulet                                      | Magda                  |                                                  |
| 2020 | Six Minutes to Midnight                     | Ilse Keller            |                                                  |
| 2022 | Blood                                       | Chloe                  |                                                  |
| 2024 | I'll Be Your Mirror                         | Chloe                  |                                                  |
| 2024 | Torch Song                                  | Liz Alexander          |                                                  |

### Televisie
| Jaar | Title              | Rol             | Opmerkingen                    |
| ---- | ------------------ | --------------- | ------------------------------ |
| 2010 | Married to a Cop   | Ilaria Cantilli | Episode: "Una figlia"          |
| 2011 | Un passo dal cielo | Nina            | Episode: "Salvato dalle acque" |
| 2012 | Der Kriminalist    | Marie           | Episode: "Des Königs Schwert"  |

## Prijzen
- 2011: Schweizer Filmpreis voor beste optreden in een bijrol, voor de rol van Esther Grüter in 180°
- 2012: Schweizer Filmpreis voor beste actrice, voor de rol van Annemarie Geiser in Eine wen iig, dr Dällebach Kari (Someone Like Me)
- 2013: Shooting Stars Award (Europa's beste jonge acteurs) op het internationaal filmfestival van Berlijn
- 2014: Swiss Critics Boccalino Award voor beste actrice op het internationaal filmfestival van Locarno, voor de rol van Helen Memel in Feuchtgebiete (Wetlands)